# Michał Melina

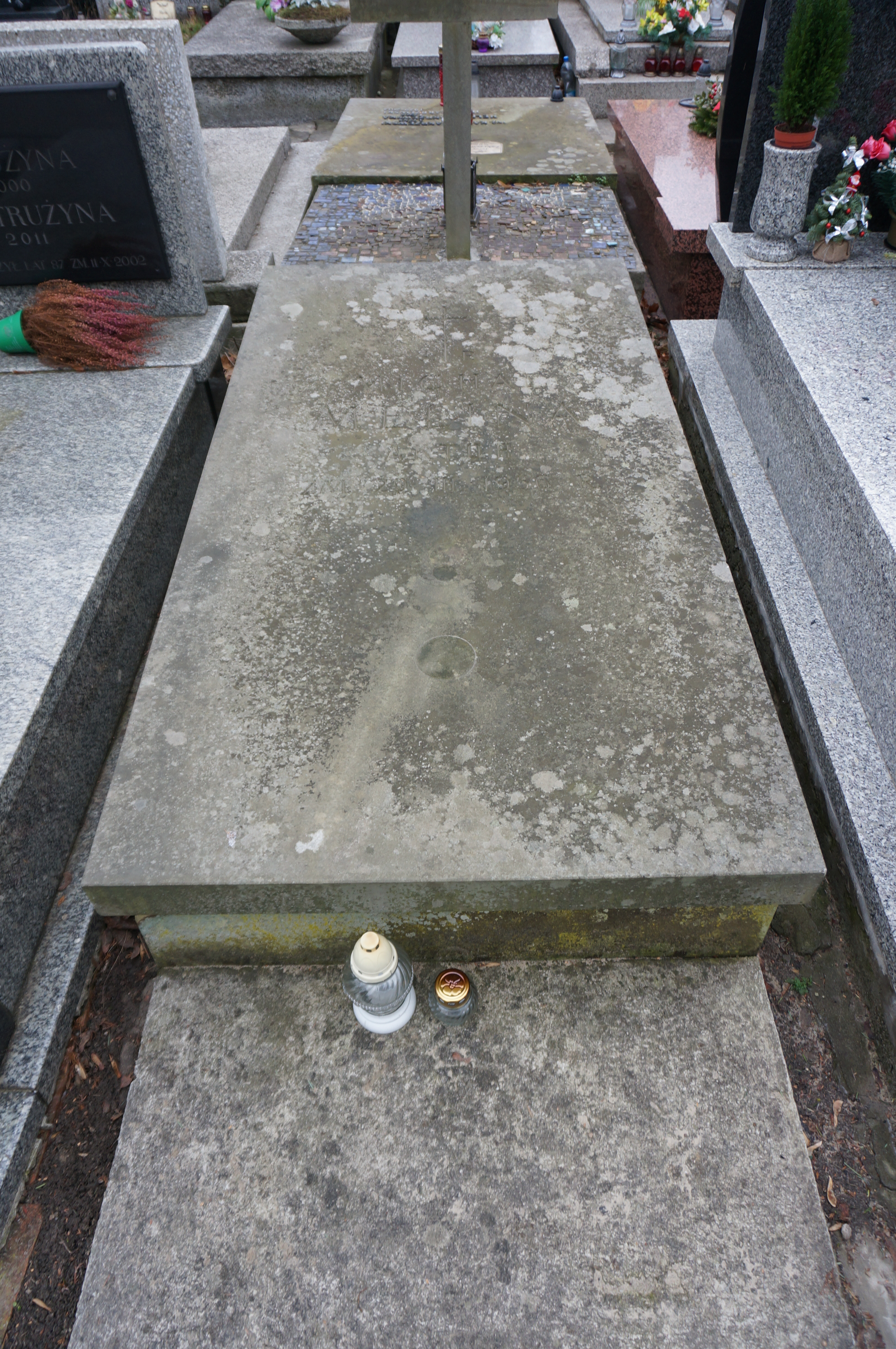
Grób Michała Meliny na cmentarzu Powązkowskim w Warszawie

Michał Melina (ur. 5 sierpnia 1890 w Krakowie zm. 29 marca 1956 w Warszawie) – polski aktor i reżyser teatralny

## Życiorys
Urodził się 5 sierpnia 1890 roku w Krakowie, w rodzinie Władysława i Zofii Melinów. Po ukończeniu szkoły średniej występował na prowincji. Od 1912 roku zaczął występować w Teatrze im. Juliusza Słowackiego w Krakowie, początkowo jako statysta, później w epizodach. W latach 1917–1919 występował prawdopodobnie w Toruniu, 1919/20 w Teatrze Miejskim w Łodzi, 1920/1921 w Teatrze Małym w Warszawie, 1921–1923 w Teatrze Miejskim we Lwowie, 1923/1924 i 1924/1925 w Teatrze Bagatela w Krakowie. W sezonie 1925/1926 prowadził z Władysławem Ratschką teatr w Łucku, 1926–1927 występował w Teatrze Nowym w Poznaniu, 1927/1928 w Toruniu i Bydgoszczy. Od roku 1929 był dyrektorem Teatru Kameralnego i Popularnego w Łodzi. Na ekranie po raz pierwszy pojawił się w roku 1926. Od 1930 roku był reżyserem Teatru Polskiego Radia w Warszawie, a od 1936 reżyserem i kierownikiem literackim Teatru Polskiego Radia w Poznaniu.
Podczas wojny przebywał w Wilnie, gdzie występował oraz reżyserował w Teatrze Polskim. Po zakończeniu wojny początkowo pracował w teatrze w Białymstoku, a od 1946 do 1949 roku był kierownikiem Teatru Kameralnego Domu Żołnierza w Łodzi. Od roku 1950 należał do kierownictwa Teatru Współczesnego w Warszawie.
Zmarł 29 marca 1956 roku w Warszawie, pochowany na cmentarzu Powązkowskim (kwatera 104-6-14).

## Filmografia
- 1926 – Cyganka Aza jako lokaj
- 1949 – Czarci żleb jako hrabia
- 1949 – Dom na pustkowiu jako lekarz, wuj Huberta
- 1950 – Miasto nieujarzmione jako niemiecki generał
- 1953 – Domek z kart jako wczasowicz w Podborzu
- 1953 – Sprawa do załatwienia jako reżyser tv

## Ordery i odznaczenia
- Krzyż Oficerski Orderu Odrodzenia Polski (pośmiertnie, 31 marca 1956)[3]
- Złoty Krzyż Zasługi (19 sierpnia 1946)[4]
- Medal 10-lecia Polski Ludowej (19 stycznia 1955)[5]

## Nagrody
- Wyróżnienie zespołowe przyznane przez Podkomitet Literatury i Sztuki Nagrody Państwowej za reżyserię sztuki Prospera Mérimée Teatr Klary Gazul w Teatrze Współczesnym w Warszawie (1955)[6]